# Districtul Song Phi Nong
Song Phi Nong (în thailandeză สองพี่น้อง) este un district (Amphoe) din provincia Suphanburi, Thailanda, cu o populație de 127.411 locuitori și o suprafață de 750,381 km².